# 重型動力機械

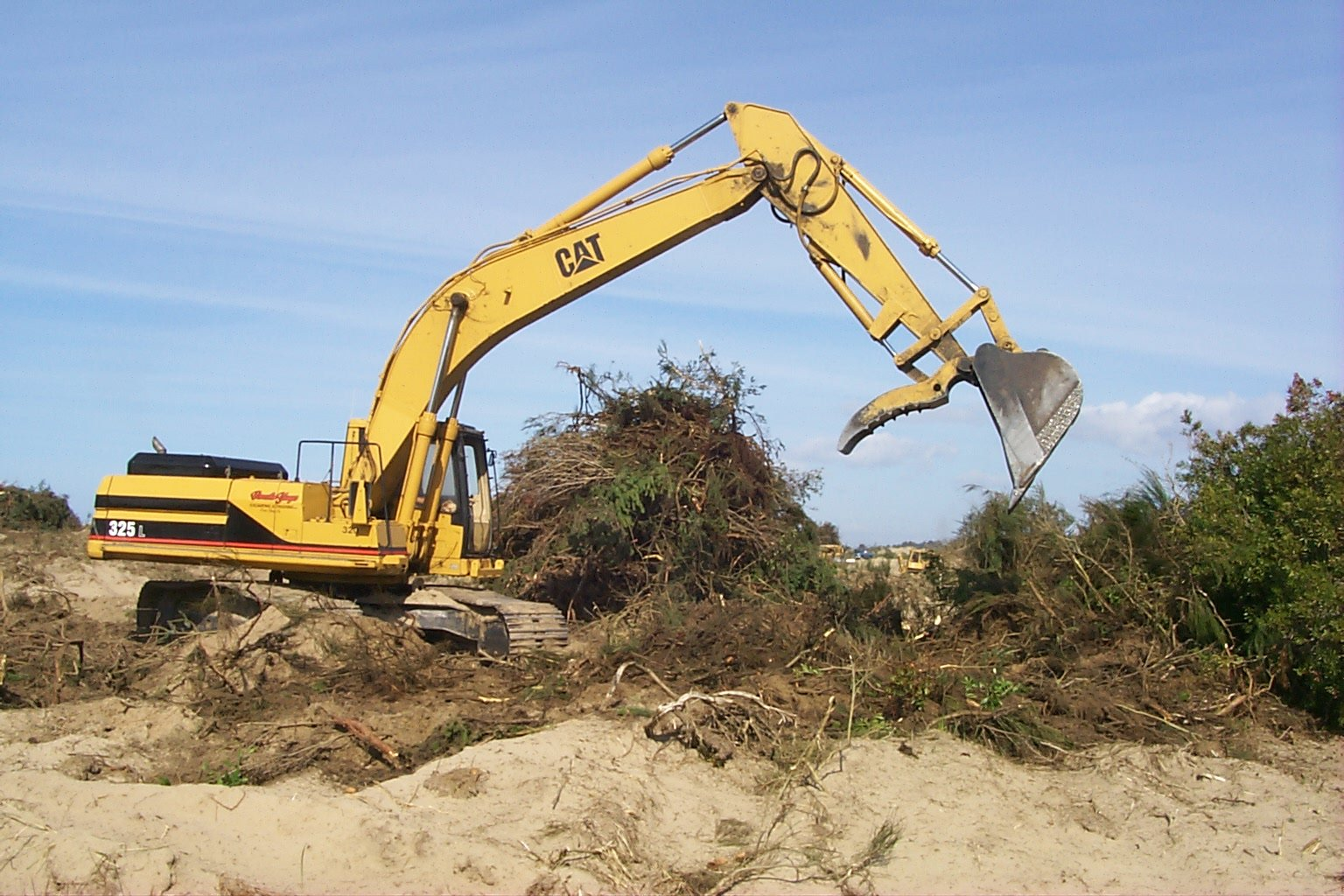
一部在進行挖掘作業的挖土機

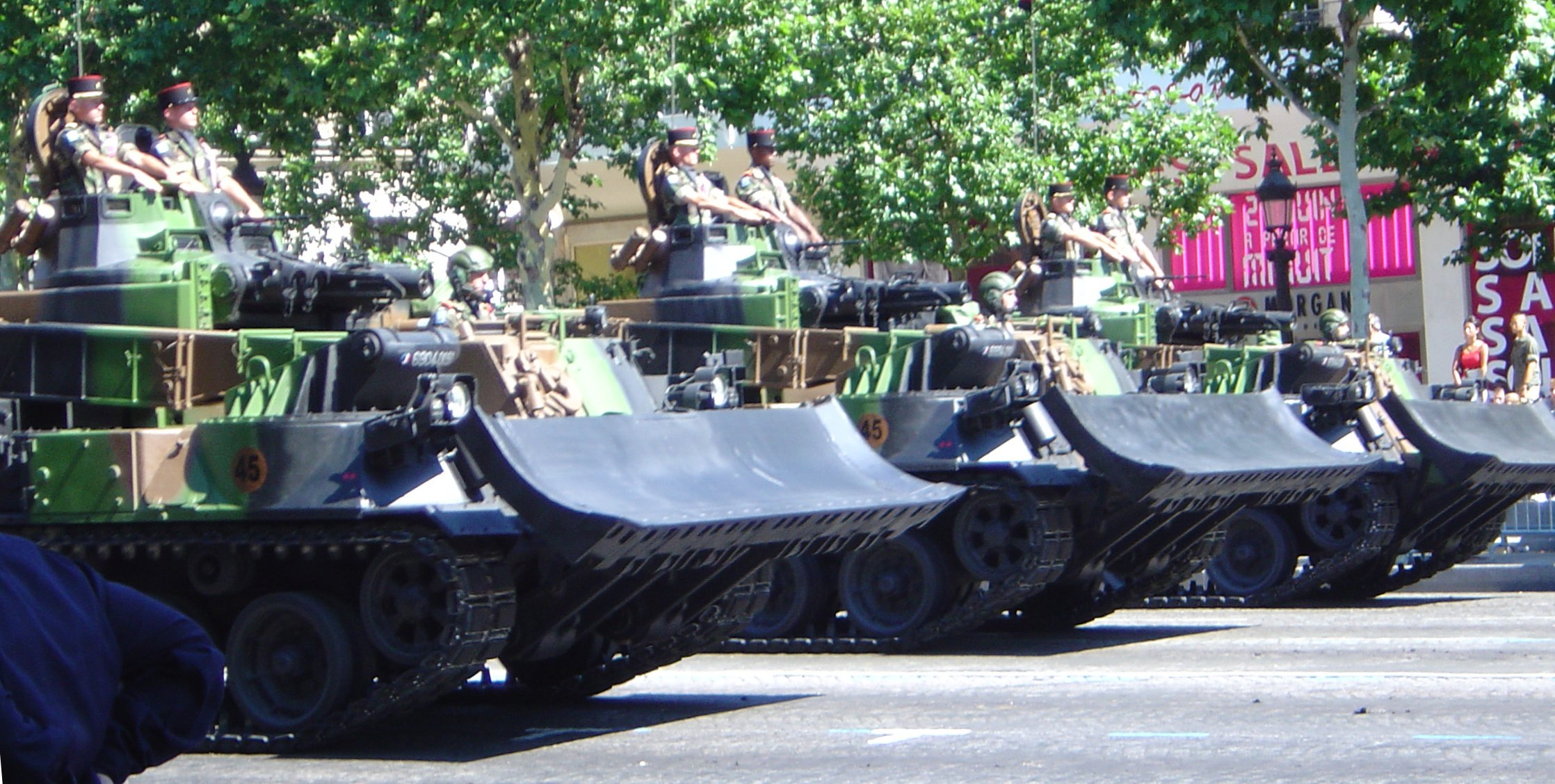
裝甲車輛通常使用履帶驅動，並且裝配有高機動性的武器

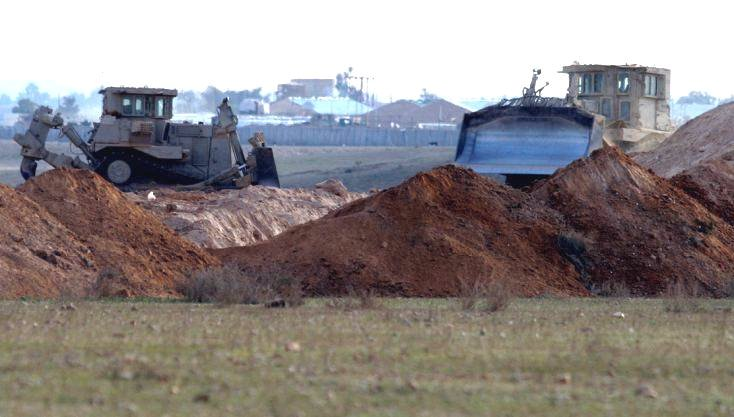
Caterpillar D9 裝甲推土機是一部重型裝甲工程車

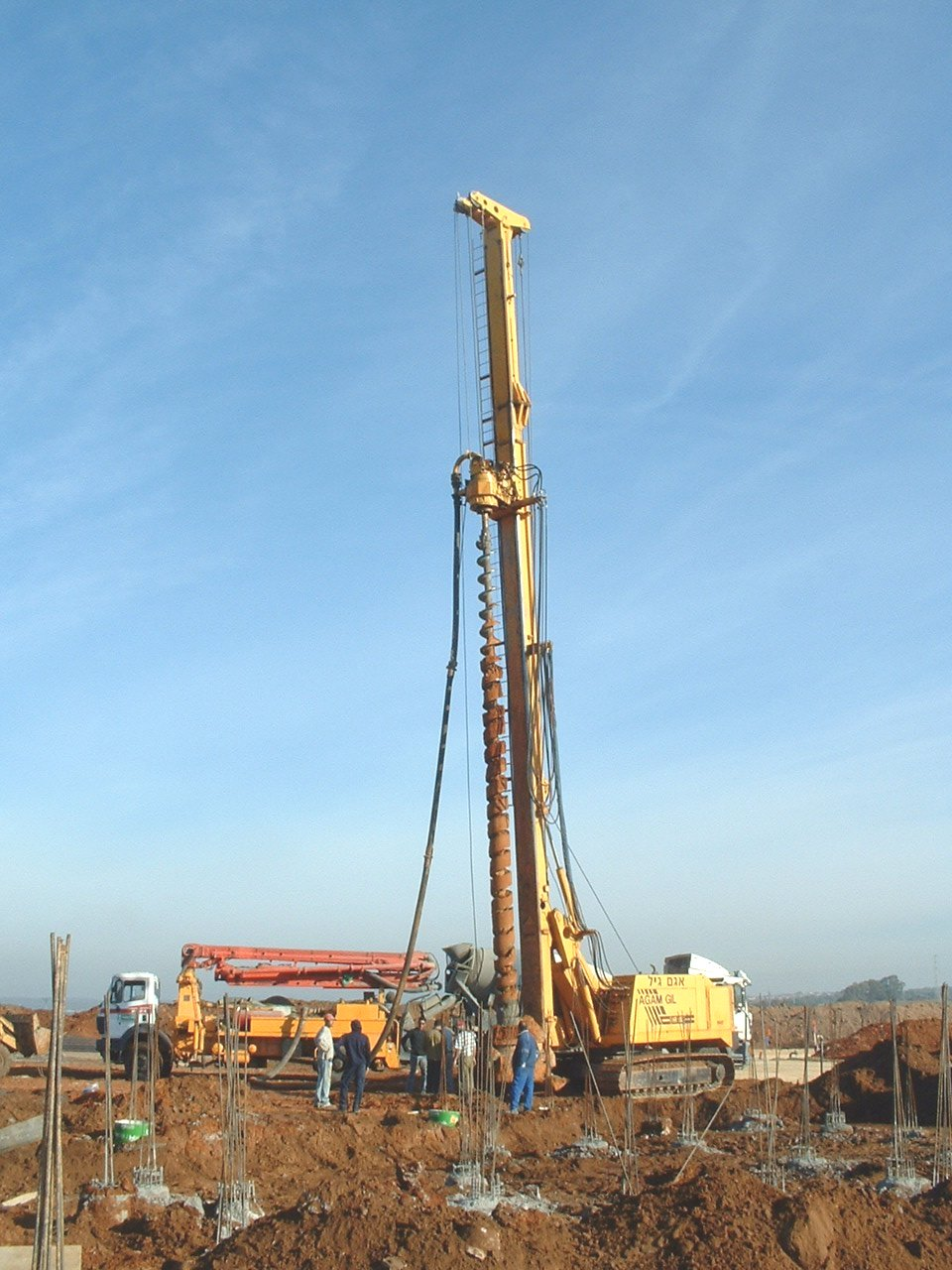
鑽孔機

重機械和工程機械是一種採用液壓工作的重型運輸設備，經過壓縮的液體通過壓力泵以極高的壓力被傳送到設備中的執行機件。而壓力泵由發動機或者电动机驅動，通過操縱各種液壓控制閥控制液體以獲得所需的壓力或者流量，各液壓元件則通過液壓管道相連接。
作業運用的範圍遍及軍事、農業、伐木業、採礦業、土木、建築及拆卸（如地盤）、公共服務等領域；根據工作難度的不同可分為固定式、履帶式、半履帶式和輪式幾種。營建作業方面的重型機械，最常用於土方作業或其他大型營建工作，通常可以分為五種系統：施作、牽引、結構、動力傳動和控制/資訊。
重型機械的運用可以追溯到至少西元前一世紀，古羅馬工程師维特鲁威曾在其著作《建築十書》中描述過以人力或動物作為動力啟動的吊車。
重型機械透過簡單機械的機械利益運作，可大幅提升施加力量的比率，使原本需要數百人或者需要花費數週人力的工作變得更為輕鬆並加速完成。部分重型機械的主要運動來源為液壓傳動。

## 類型
| - 高空工作台 - Air-track (machine) - 農用拖拉機 - 曳引卡車 - 瀝青摊铺机 - 瀝青攪拌機 - 挖掘裝載機 - 施工起重機 - 推土機 - 施工升降台 - 路面冷銑鉋機 - 裝甲工程車輛 - 小型挖掘機 - 混凝土攪拌機 - 礦運裝載車 - 施工起重台 - 吊鏟式挖掘機 - 疏浚 - 鑽孔機 - 挖掘機 - 斗輪挖掘機 - 伐木歸堆機 - 叉車 - 弗烈士諾推土機 - 巨無霸挖土機 - 集材機 - 自動傾卸卡車 - 抓鈎機 - 平地機 | - 打樁機 - 舖管機 - 後推拖拉機(Pushback Tractor) - 堆取料機 - 掘進機 - 壓路機 - 旋耕機 - 裝載機 - 集木機 - 鏟土機 - 滑模攤舖機 - 穩定土攪和機 - 單斗挖掘機 - Stomper - 街道清理車 - 伸縮臂叉裝機 - 履帶式拖拉機 - 拖拉機 - 挖溝機 - 全斷面隧道鑽掘機 - 地下礦用鑿岩設備 - 文丘里混合機 - 垃圾壓縮機 - 灑水車 - 木桐集裝車 - 鏟運車 - 除雪機 - 集材絞盤機 |

## 附加設備
| - 鑽嘴 - 反向鏟 - 矛 - 掃帚 - 鏟刀 - 履帶 - Cold Plane - 升降斗 - 挖掘斗 - 叉子 - 抓鈎 - 液壓錘 - 液壓裝置 - Landscape Tiller - 吊臂 - 粉碎機 | - 剪切器 - 多用途處理裝置 - 打樁台 - 動力輸出軸驅動裝置 - 快速聯接裝置 - 耙 - 松土器 - 羊腳壓實機 - 螺旋式除雪機 - 樹桩研磨機 - 拇指 - Tiltrotator - 挖溝機 - 振動平板夯 - 砂輪 |

## 應用
- 軍事
- 農業
- 伐木業
- 採礦業
- 水利工程
- 土木工程
- 建築
- 廢物處理